# Dave Alexander
Dave Alexander właśc. David Michael Alexander (ur. 3 czerwca 1947 w Whitmore Lake, Michigan, zm. 10 lutego 1975 w Ann Arbor, Michigan) – amerykański gitarzysta basowy, współzałożyciel zespołu The Stooges.

## Życiorys
Dave Alexander wychowywał się w Whitmore Lake (Michigan). Kiedy uczęszczał do średniej szkoły przeprowadził się z rodziną do Ann Arbor, gdzie wkrótce zaprzyjaźnił się z mieszkającymi w sąsiedztwie braćmi Asheton (szczególnie z Ronem). Często też obaj pogrywali razem w domu: Dave na gitarze, Ron na gitarze basowej, a Scott na perkusji. Oprócz muzyki interesował się również książkami, a w szczególności literaturą okultysyczną autorstwa Aleistera Crowleya i Heleny Bławatskiej. W 1965 sprzedał swój motocykl i razem z Ronem udali się do Wielkiej Brytanii zobaczyć zespół The Who i „spróbować znaleźć The Beatles”. W 1967 wraz z Ashetonami spotkał Iggy'ego Popa, z którym utworzyli zespół The Stooges (początkowo nazwa brzmiała The Psychedelic Stooges). W nowym zespole Dave zamienił się rolą z Ronem (który chciał zostać gitarzystą). Pomimo że był zupełnym nowicjuszem w grze na gitarze basowej, to szybko się jej uczył i miał udział w powstawaniu całego materiału, który ukazał się na płytach: The Stooges i Fun House. Według Popa i Ashetona jest on głównym autorem muzyki do utworów: „We Will Fall”, „Little Doll”, „1970” oraz „Dirt”. W sierpniu 1970 został usunięty z The Stooges przez ówczesnego menedżera Jimmy’ego Silvera po tym, jak upił się przed koncertem na „Goose Lake International Music Festival” (w Jackson (Michigan)) i nie był w stanie zagrać (Alexander trwał wówczas w nałogu alkoholowym już od kilku lat). Jednak mimo wszystko, prawie do końca życia utrzymywał kontakty z resztą zespołu pojawiając się czasem na próbach i koncertach.
Zmarł 10 lutego 1975 w szpitalu St. Joseph’s Mercy w Ann Arbor w wyniku obrzęku płuc, który był następstwem choroby alkoholowej. Dzień później jego ciało zostało poddane kremacji.
Kiedy Iggy Pop i bracia Ashetonowie reaktywowali The Stooges w 2003 roku, jego miejsce zajął Mike Watt, który podczas pierwszych występów nosił T-shirt z jego wizerunkiem. Imię Alexandra pojawiło się również w tekście utworu „Dum Dum Boys”, który ukazał się na pierwszym solowym albumie Iggy'ego The Idiot:
”How about Dave?

OD'd on alcohol"

## Dyskografia

### The Stooges
- The Stooges (1969)
- Fun House (1970)